# Тернава Горішня
Тернава Горішня (пол. Tarnawa Górna) — лемківське село в Польщі, у гміні Загір'я Сяноцького повіту Підкарпатського воєводства.
Населення — 867 осіб (2011).

## Розташування
Знаходиться 6 км на південь від Загір'я, 10 км на південь від Сяніка  і 66 км на південь від Ряшева. Лежить над  річкою Кальничкою — правою притокою Ослави.

## Історія
Перша письмова згадка припадає на 1412 рік — власність Миколая з Тарнави. Входило до Сяноцької землі Руського воєводства. В 1437 р. в селі були млин і корчма. В 1446 р. село закріпачене за німецьким правом.
У 1772-1918 рр. — у складі Австро-Угорської монархії. В 1801 р. закрито солеварню, дещо пізніше припинено випалювання вапна. 1893 року село нараховувало 73 будинки і 498 мешканців (99 греко-католиків, 380 римо-католиків і 19 юдеїв), греко-католицька парафія належала до Вільховецького деканату Перемиської єпархії.
У 1919-1939 рр. — у складі Польщі. Село належало до Ліського повіту Львівського воєводства. В 1934-1939 рр. село було у складі ґміни Лукове.
На 01.01.1939 р. в селі були рештки українського населення: з 610 жителів села — 30 українців-грекокатоликів, 570 поляків і 10 євреїв.
У середині вересня 1939 року німці окупували село і в 1941-1943 рр. винищили євреїв. У вересні 1944 року радянські війська заволоділи територією села. Після Другої світової війни Закерзоння, попри сподівання українців на входження в УРСР, було віддане Польщі.
В 1945–1947 роках все українське населення було піддане етноциду. Переважну більшість мешканців села сьогодні становлять поляки.
У 1975-1998 роках село належало до Кросненського воєводства.

## Церква
У 1817 р. збудована мурована церква Успіння Пресвятої Богородиці. До 1947 р. в селі була парохіяльна греко-католицька церква, яка належала до Ліського деканату Перемиської єпархії. Після виселення українців церква занедбана.

## Демографія
Демографічна структура станом на 31 березня 2011 року:
|          | Загалом | Допрацездатний вік | Працездатний вік | Постпрацездатний вік |
| -------- | ------- | ------------------ | ---------------- | -------------------- |
| Чоловіки | 413     | 102                | 268              | 43                   |
| Жінки    | 454     | 112                | 253              | 89                   |
| Разом    | 867     | 214                | 521              | 132                  |